# 大通河
大通河，因宋代在河畔建大通城得名。河流上游海拔较高，有大面积的沼泽，下游门源县附近为农耕区。
大通河在祁连、刚察县边界称默勒河，在门源县境内称浩门河，系黄河水系湟水的一级支流。发源于祁连山讨赖南山南麓的青海省天峻县木里山托勒山的木里山泉（山泉约108处），以大气降水和冰川消融为主要补给来源，奔流与走廊南山与冷龙岭和大通山与达坂山之间的走廊之间，经祁连、刚察、海晏、门源、互助、天祝、永登等县，至民和享堂注入湟水，呈西北—东南走向。
总长560公里，流域面积15130平方公里，集水面积11801.29平方公里，上游默勒河段，落差228米，平均流量27.55立方米/秒，年径流量8.688亿立方米。进入门源县境内（浩门河段），落差802米，平均流量49.14立方米/秒，年径流量15.497亿立方米。出境处至珠固沟，平均流量49.14立方米/秒，年径流量21.47亿立方米。南北两岸有40余条较大支流汇入，呈枝状排列。该河多年流量较为稳定，河水流量以5～9月份最大，约占全年径流总量的80%。10月至翌年4月水量最小。
大通河多年平均流量为90.5m³/s，年总径流量28亿m³。